# Alpina belzebuth
Alpina belzebuth är en fjärilsart som beskrevs av Praviel 1938. Alpina belzebuth ingår i släktet Alpina och familjen mätare. Inga underarter finns listade i Catalogue of Life.